# Milwaukee Electric Tool Corporation
La Milwaukee Electric Tool Corporation è un'azienda statunitense che produce elettroutensili a rete e a batteria tra cui: trapani, tassellatori, avvitatori, smerigliatrici, levigatrici, seghe, piallatrici, aspiratori, fari  rivolti specialmente ad un uso professionale.

## Storia
L'azienda è stata fondata nel 1924 da A. F. Siebert.
L'azienda ha i suoi impianti di produzione a Greenwood, Jackson e Kosciusko nel Mississippi, oltre a Blytheville nell'Arkansas, a Brookfield in Wisconsin e a Matamoros, in Messico.
Gli elettroutensili Milwaukee sono stati commercializzati per la prima volta in Europa e in altre parti del mondo nel 2001 e l'azienda oggi ha anche impianti di produzione in Europa.